# ناحیه کوربین
ناحیه کوربین (به لاتین: Kurbin District) یک منطقهٔ مسکونی در آلبانی است که در شهرستان لژه واقع شده‌است.